# Enganyapastors embridat
L'enganyapastors embridat (Caprimulgus fraenatus) és una espècie d'ocell de la família dels caprimúlgids (Caprimulgidae) que habita sabanes i estepes arbustives de l'est de Sudan del Sud, Etiòpia, Eritrea, nord-oest i sud-oest de Somàlia, Kenya i centre i nord-est de Tanzània.